# Rossijskaja Gazeta
Rossijskaja Gazeta (in russo Российская газета?) è un giornale a tiratura nazionale pubblicato nella Federazione Russa. Rappresenta il quotidiano ufficiale del governo della Federazione Russa: oltre ai fatti di cronaca nazionali e internazionali, pubblica infatti anche i testi integrali delle leggi promulgate dal parlamento.

## Storia
Rossijskaja Gazeta è stata fondata nel 1990 dal Soviet Supremo della Federazione Russa durante le riforme, note come glasnost', in Unione Sovietica, poco prima che il paese si dissolvesse nel 1991. Rossijskaja Gazeta è diventato quotidiano ufficiale della Federazione Russa, sostituendo i giornali Izvestija e Sovetskaja Rossija, che furono entrambi privatizzati dopo la dissoluzione dell'Unione Sovietica.
Il ruolo di Rossijskaja Gazeta è determinato dalla legge della Federazione Russa N 5-FZ, datata 14 giugno 1994 e intitolata "Sulla procedura di pubblicazione e attuazione delle leggi costituzionali federali, leggi federali e atti delle Camere dell'Assemblea federale" , dai decreti del presidente della Federazione russa, del 23 maggio 1996, n. 763, "sulla procedura di pubblicazione e di attuazione degli atti del presidente della Federazione russa, del governo della Russia e degli atti normativi legali del Autorità esecutive federali ", nonché quella del 13 agosto 1998 № 963," Adozione di emendamenti al decreto del presidente della Federazione russa" del 23 maggio 1996 № 763, "sulla procedura di pubblicazione e attuazione degli atti di il Presidente della Federazione Russa, il Governo della Federazione Russa e gli Atti Legali delle Autorità Esecutive Federali ".
Dal 2010 al 2016 la redazione del giornale curava un supplemento mensile dal titolo Russia Oggi pubblicato insieme al quotidiano Repubblica.
Fino a marzo 2017, Rossijskaja Gazeta ha fornito contenuti per il contenuto del sito web Russia Direct.

### Controversie

#### Il caso Katyń

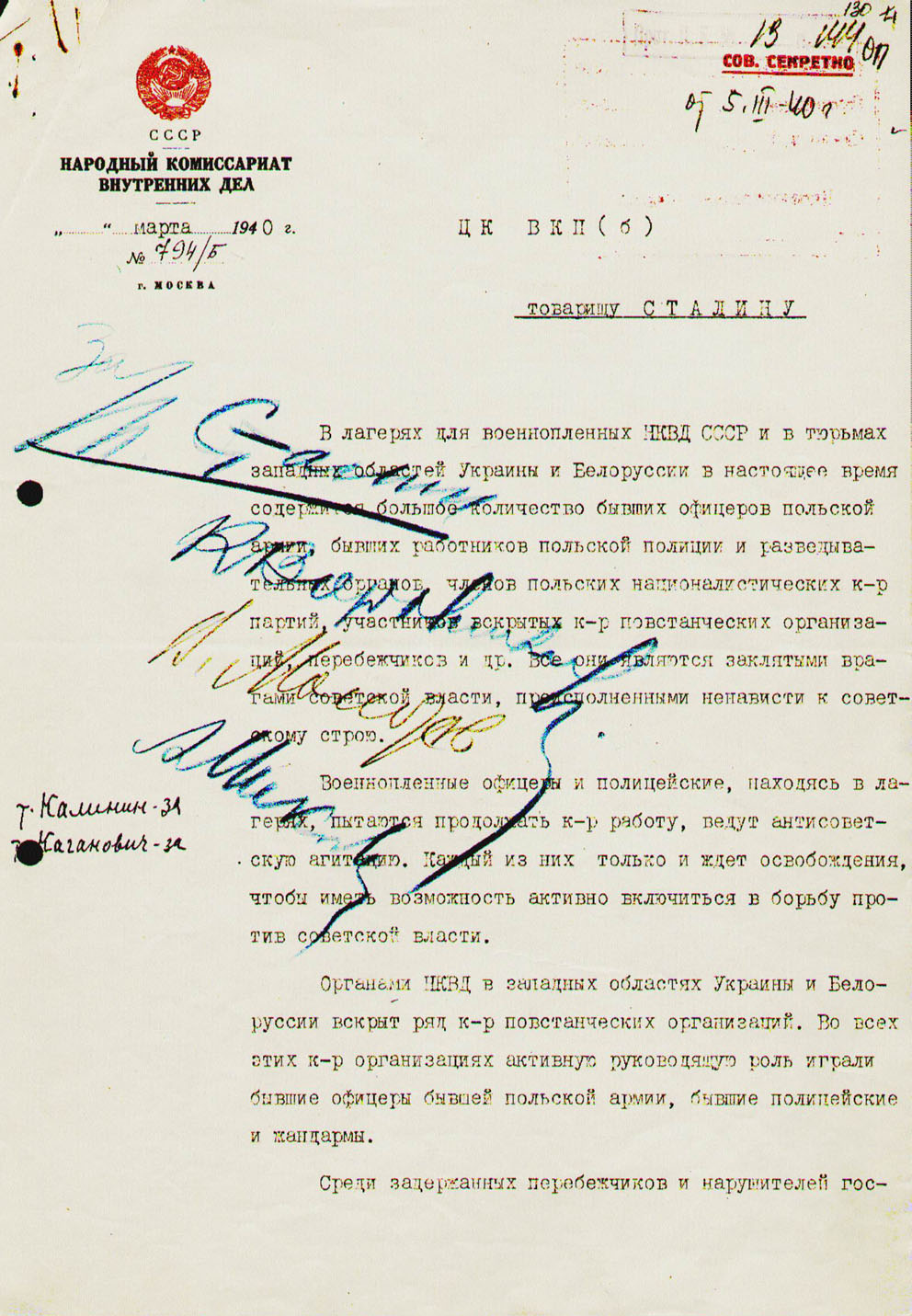
La prima pagina dell'avviso di Beria (controfirmata da Stalin), per uccidere circa 15.000 ufficiali polacchi e circa 10.000 intellettuali nella foresta di Katyn e in altri luoghi dell'Unione Sovietica

ll numero del 18 settembre 2007 conteneva un articolo dedicato al film polacco Katyń, diretto da Andrzej Wajda, sul massacro di Katyn' del 1940. Un breve commento di Alexander Sabov è stato pubblicato, sostenendo che la versione ampiamente accettata della responsabilità sovietica si basa su una singola copia dubbia di un documento, quindi l'evidenza non è affidabile. Il commento di Subov ha provocato immediatamente la frenesia dei media in Polonia, e il giorno successivo il giornale polacco Gazeta Wyborcza ha pubblicato documenti rilevanti firmati da Lavrent'i Beria che autorizza il massacro: uno dei sette documenti messi per la prima volta a disposizione del pubblico è la lettera con cui Beria - capo della polizia segreta - propose a Stalin la fucilazione di 22.000 prigionieri polacchi. Il dittatore controfirmò la proposta: «Sono favorevole».

## Tiratura
Esce in formato A2. Nel 1999 aveva una tiratura di 400 000 copie e un milione e mezzo di lettori.